# Achille Roch
Achille Roch – szwajcarski strzelec, wielokrotny mistrz świata.
Był związany z Genewą.
Szwajcar zdobył w swojej karierze cztery medale mistrzostw świata. Za każdym razem stawał na najwyższym stopniu podium w zawodach drużynowych: trzykrotnie w karabinie dowolnym w trzech pozycjach z 300 metrów i jednokrotnie w pistolecie dowolnym z 50 metrów. Nie wystąpił nigdy na igrzyskach olimpijskich.

## Medale mistrzostw świata
Opracowano na podstawie materiałów źródłowych:
| Mistrzostwa  | Konkurencja                                     | Wynik                    | Miejsce |
| ------------ | ----------------------------------------------- | ------------------------ | ------- |
| Lucerna 1901 | Karabin dowolny, trzy pozycje, 300 m, drużynowo | 4567 punktów (drużynowo) | 1       |
| Rzym 1902    | Karabin dowolny, trzy pozycje, 300 m, drużynowo | 4484 punkty (drużynowo)  | 1       |
| Rzym 1902    | Pistolet dowolny, 50 m, drużynowo               | 2187 punktów (drużynowo) | 1       |
| Lyon 1904    | Karabin dowolny, trzy pozycje, 300 m, drużynowo | 4542 punkty (drużynowo)  | 1       |